# Curiosidad

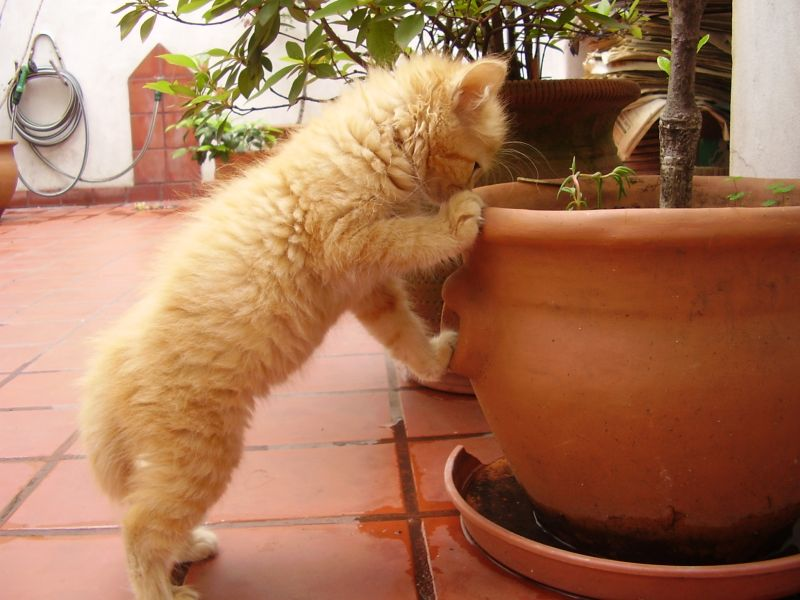
«La curiosidad mató al gato» es una frase que proviene de otra expresión mexicana de Monterrey, «la preocupación mató al pato» (ya que los patos son muy curiosos), que advertía que preocuparse en exceso es malo para la salud. Transcurrido el tiempo, la palabra preocupación se convirtió en un pato.

La curiosidad es un comportamiento instintivo natural, evidente por la observación en muchas especies animales, y es el aspecto emocional en seres vivos que engendra la exploración, la investigación, y el aprendizaje. Esencialmente, describe un número desconocido de mecanismos del comportamiento psicológico que tienen el efecto de impulsar a los individuos, humanos y no humanos, a buscar la información y la interacción con su ambiente natural y con otros seres a su alrededor.

## Causas

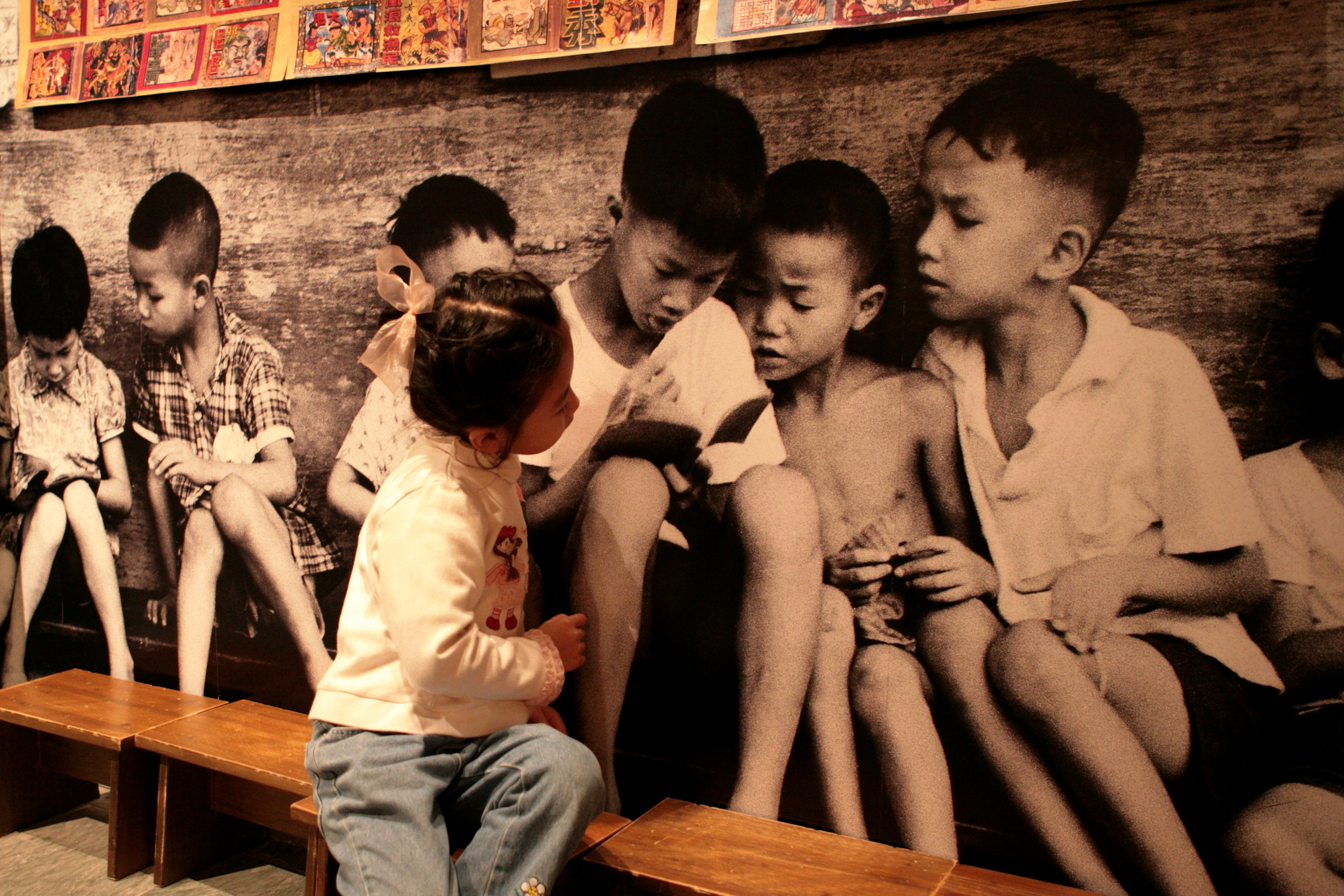
Los niños se asoman por encima de los hombros para ver lo que leen sus amigos

La curiosidad es, sobre todo, un instinto natural. Confiere una ventaja de supervivencia a ciertas especies y se puede encontrar en sus genomas. Es algo natural que le sucede a los seres humanos y a los animales, especialmente a los individuos más jóvenes.
La curiosidad puede considerarse una cualidad innata de muchas especies diferentes. Es común a los seres humanos en todas las edades desde la infancia hasta la edad adulta, y es fácil de observar en muchas otras especies animales; entre ellas, los simios, los gatos y los roedores. Las primeras definiciones citan la curiosidad como un deseo motivado de información. Se ha dicho que este deseo de motivación surge de una pasión o un apetito de conocimiento, información y comprensión.
Estas ideas tradicionales de la curiosidad se han ampliado recientemente para considerar la diferencia entre la curiosidad como el comportamiento exploratorio innato que está presente en todos los animales y la curiosidad como el deseo de conocimiento que se atribuye específicamente a los humanos.
Daniel Berlyne reconoció tres variables principales que juegan un papel en la evocación de la curiosidad; a saber, las variables psicofísicas, las variables ecológicas y las variables colativas. Las variables psicofísicas corresponden a la intensidad física, mientras que las variables ecológicas a la importancia motivacional y a la relevancia de la tarea. Las variables colativas se denominan "colativas" porque implican una comparación entre diferentes estímulos o características, que pueden ser realmente percibidas o que pueden ser recordadas. Berlyne mencionó cuatro variables collativas: novedad, complejidad, incertidumbre y conflicto. Al mismo tiempo, sugirió que todas las variables collativas probablemente implican conflicto. Además, consideró tres variables complementarias a la novedad, a saber, el cambio, la sorpresa y la incongruencia. Por último, la curiosidad puede despertarse no sólo por la percepción de algún estímulo asociado a las variables mencionadas ("exploración específica"), sino también por la falta de estímulo, por "aburrimiento" ("exploración diversiva").

## Curiosidad abstracta
Aunque los seres humanos son considerados particularmente muy curiosos, dicho comportamiento no se verifica en ellos con mayor frecuencia que en individuos de otras especies. Lo que parece diferenciar la curiosidad humana de la de los animales es que aquella suele combinarse con la capacidad de pensamiento abstracto y, de ese modo, conducir a la mímesis, a la fantasía, a la imaginación y eventualmente a una manera especial del ser humano de pensar (razón humana), que es abstracta y consciente.

## Curiosidad mórbida

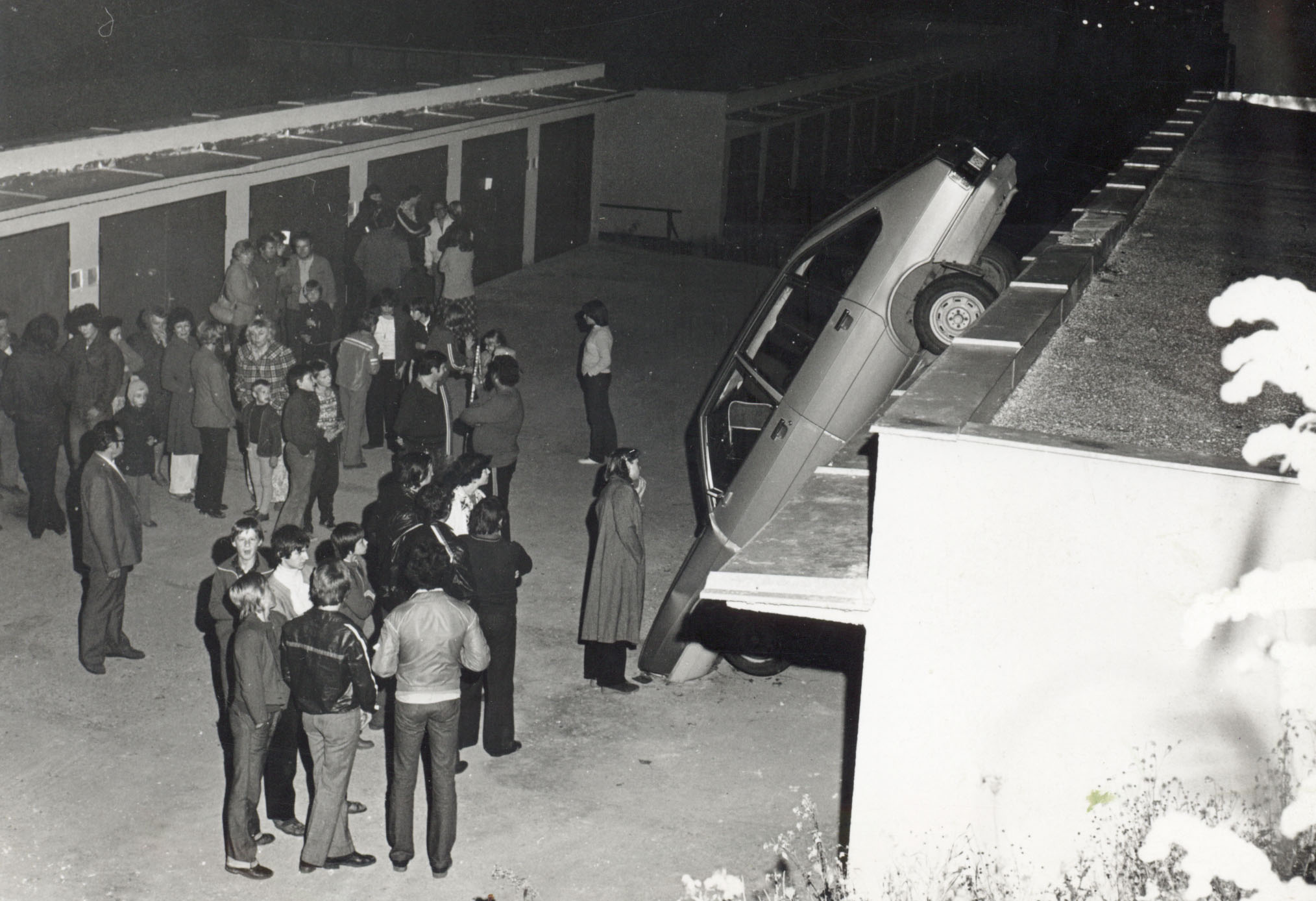
Una multitud de personas se agolpa cerca de un accidente automovilístico en Checoslovaquia.

La curiosidad mórbida ejemplifica un aspecto de la curiosidad que se centra en asuntos macabros tales como la muerte y la violencia (véase vídeos snuff). Sin embargo, de manera más simple, esto puede entenderse como una forma catártica de comportamiento o como algo instintivo dentro de los seres humanos. Según Aristóteles, incluso en su Poética se lee que, “gozamos el contemplar más detalladamente las imágenes de las cosas que, una vez vistas, nos son dolorosas”.
Un ejemplo de curiosidad mórbida es el conocido como «efecto mirón», por el que los conductores aminoran la velocidad para poder ver el o los vehículos siniestrados en un accidente de circulación, produciendo frecuentemente atascos y, en ocasiones, nuevos accidentes por distracción.

## Papel de los aspectos y estructuras neurológicas
Aunque el fenómeno de la curiosidad está ampliamente considerado, sus causas fundamentales son relativamente desconocidas más allá de la teoría. Sin embargo, estudios recientes han aportado algunos conocimientos sobre los mecanismos neurológicos que conforman la denominada vía de recompensa que pueden incidir en características asociadas a la curiosidad, como el aprendizaje, la memoria y la motivación. Debido a la naturaleza compleja de la curiosidad, la investigación que se centra en procesos neuronales específicos con estas características puede ayudar a crear una mejor comprensión del fenómeno de la curiosidad en su conjunto. A continuación se presentan las características de la curiosidad y sus vínculos con los aspectos neuronales que pueden considerarse esenciales en la creación de comportamientos exploratorios.

### Motivación y recompensa

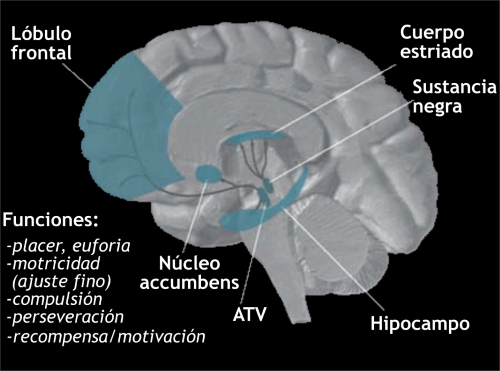
Vía de la dopamina en el cerebro.

El impulso para aprender nueva información o realizar alguna acción suele iniciarse por la anticipación de recompensa. De este modo, los conceptos de motivación y recompensa están naturalmente ligados a la noción de curiosidad.
Esta idea de recompensa se define como el refuerzo positivo de una acción que fomenta un comportamiento determinado mediante el uso de las sensaciones emocionales de alivio, placer y satisfacción que se correlacionan con la felicidad. Muchas áreas del cerebro se utilizan para procesar la recompensa y se unen para formar lo que se llama la vía de la recompensa. En esta vía, muchos neurotransmisores desempeñan un papel en la activación de la sensación de recompensa, entre ellos la dopamina, la serotonina y los opioides.
La dopamina está relacionada con el proceso de la curiosidad, ya que es responsable de asignar y retener los valores de recompensa de la información obtenida. Las investigaciones sugieren que se liberan mayores cantidades de dopamina cuando la recompensa es desconocida y el estímulo no es familiar, en comparación con la activación de la dopamina cuando el estímulo es familiar.

#### Núcleo accumbens
El núcleo accumbens es una formación de neuronas y es importante en la activación de la vía de la recompensa. Como se ha mencionado anteriormente, la vía de la recompensa es una parte integral en la inducción de la curiosidad. La liberación de dopamina en la investigación responde a estímulos novedosos o excitantes. La rápida liberación de dopamina observada durante la infancia y la adolescencia es importante en el desarrollo, ya que la curiosidad y el comportamiento exploratorio son los mayores facilitadores del aprendizaje durante los primeros años.
Además, la sensación de placer de "gustar" puede ocurrir cuando los opioides son liberados por el núcleo accumbens. Esto ayuda a que alguien evalúe la situación o el entorno desconocido y atribuya valor al objeto novedoso. Estos procesos de querer y gustar desempeñan un papel en la activación del sistema de recompensa del cerebro, y quizás también en la estimulación de las tendencias de curiosidad o búsqueda de información.

#### Núcleo caudado
El núcleo caudado, es una región del cerebro que responde altamente a la dopamina. El núcleo caudado es otro componente de la vía de la recompensa. Las investigaciones han sugerido que la función del núcleo caudado anticipa la posibilidad y la recompensa de la conducta exploratoria y la información recopilada, contribuyendo así a los factores de la curiosidad.

#### Corticales anteriores
Las regiones de las cortezas anteriores corresponden tanto al conflicto como a la excitación y, como tales, parecen reforzar ciertos modelos exploratorios de la curiosidad.

#### Cortisol
El cortisol es una sustancia química conocida por su papel en la regulación del estrés. Sin embargo, el cortisol también puede estar asociado con el comportamiento curioso o exploratorio. Los hallazgos de estudios recientes que sugieren el papel del cortisol con la curiosidad apoyan la idea de la teoría del arousal óptimo. Se sugiere que la liberación de una pequeña cantidad de cortisol que provoca estrés fomenta el comportamiento curioso, mientras que un exceso de estrés puede iniciar una respuesta de "retroceso".

### Atención
La atención es importante para la comprensión de la curiosidad porque se correlaciona directamente con la capacidad de enfocar y concentrarse selectivamente en determinados estímulos del entorno. Dado que los recursos cognitivos y sensoriales son limitados para comprender y evaluar diversos estímulos, la atención permite al cerebro centrarse mejor en lo que percibe como lo más importante o relevante de estos estímulos. Los individuos tienden a centrar sus energías en los estímulos que son especialmente estimulantes o atractivos. Esto indica que cuanta más atención reciba un estímulo, más frecuentemente se dirigirá la energía y la atención hacia ese estímulo. Esta idea sugiere que un individuo centrará su atención en estímulos nuevos o desconocidos en un esfuerzo por comprender mejor o dar sentido a lo desconocido por encima de los estímulos más familiares o repetitivos, creando la idea de que la curiosidad exige atención.

#### Striatum
El estriado es una parte del cerebro que coordina la motivación con el movimiento del cuerpo. Parece natural que el estriado desempeñe un papel en la atención y la anticipación de la recompensa, ambas importantes en la provocación de la curiosidad.

#### Precuneus
El precuneus es una región del cerebro que participa en la atención, la memoria episódica y el procesamiento visoespacial. Se ha encontrado una correlación entre la cantidad de materia gris en el precuneus y los niveles de comportamientos curiosos y exploratorios; lo que sugiere que la densidad del precuneus tiene una influencia en los niveles de curiosidad.

### Memoria y aprendizaje
La memoria juega un papel importante en la comprensión de la curiosidad. Si la curiosidad es el deseo de buscar y comprender estímulos desconocidos o novedosos, la memoria es importante para determinar si el estímulo es realmente desconocido.
La memoria es el proceso por el que el cerebro puede almacenar y acceder a la información. Para determinar si el estímulo es novedoso, una persona debe recordar si el estímulo se ha encontrado antes. Así pues, la memoria desempeña un papel fundamental a la hora de determinar el nivel de novedad o desconocimiento y el nivel de necesidad de curiosidad.
También se puede sugerir que la curiosidad puede afectar a la memoria. Como se ha mencionado anteriormente, los estímulos que son novedosos tienden a captar más nuestra atención. Además, los estímulos novedosos suelen llevar asociado un valor de recompensa, la recompensa anticipada de lo que puede suponer el aprendizaje de esa nueva información. Con asociaciones más fuertes y más atención dedicada a un estímulo, es probable que la memoria formada a partir de ese estímulo sea más duradera y más fácil de recordar, lo que facilita un mejor aprendizaje.

#### El hipocampo y el giro parahipocampal
El hipocampo es importante en la formación y el recuerdo de la memoria y, por lo tanto, es fundamental para determinar la novedad de diversos estímulos. La investigación sugiere que el hipocampo está involucrado en la generación de la motivación subyacente para explorar con el propósito de aprender.
El giro parahipocampal (PHG), el área de materia gris que rodea al hipocampo, ha sido recientemente implicada en el proceso de la curiosidad. Este hallazgo sugiere que el PHG puede estar involucrado en la amplificación de la curiosidad más que en la inducción primaria de la curiosidad.

#### Amígdala
La amígdala se asocia a menudo con el procesamiento emocional, particularmente para la emoción del miedo, así como con la memoria. Se sugiere que la amígdala es importante en el procesamiento de las reacciones emocionales hacia los estímulos novedosos o inesperados y la inducción de la conducta exploratoria. Esto implica una posible conexión entre los niveles de curiosidad y la amígdala. Sin embargo, se necesita más investigación sobre la correlación directa.

## Desarrollo temprano
Jean Piaget está considerado como el investigador infantil más influyente. Sostuvo que los bebés y los niños intentan constantemente dar sentido a su realidad y que ello contribuía a su desarrollo intelectual. Según Piaget, los niños desarrollan hipótesis, realizan experimentos y luego revalúan sus hipótesis en función de lo que observan. Piaget fue el primero en documentar de cerca las acciones de los niños e interpretarlas como un esfuerzo consistente y calculado para probar y aprender sobre su entorno.
No existe una definición universalmente aceptada para la curiosidad en los niños. La mayor parte de la investigación sobre la curiosidad se ha centrado en los adultos y las medidas de autoinforme que se suelen utilizar son inapropiadas e inaplicables para estudiar a los niños. La curiosidad se considera mayormente atribuible a una persona madura y se caracteriza en los niños pequeños como un rasgo incipiente de su visión del mundo.
El comportamiento exploratorio se observa comúnmente en los niños y se asocia con el desarrollo de su curiosidad. Varios estudios analizan la curiosidad de los niños simplemente observando su interacción con juguetes novedosos y familiares.
Se ha encontrado evidencia de una relación entre la ansiedad que pueden sentir los niños y su curiosidad. Un estudio descubrió que la curiosidad por los objetos en niños de 11 años se relacionaba negativamente con la inadaptación psicológica, de modo que los niños que mostraban más ansiedad en el aula tenían un comportamiento menos curioso. También se ha sugerido que ciertos aspectos del aprendizaje en el aula dependen de la curiosidad, que puede verse afectada por la ansiedad de los alumnos.
Otras medidas de la curiosidad infantil han utilizado el comportamiento exploratorio como base, pero difieren en cuanto a qué partes de este comportamiento es mejor enfocar. Algunos estudios han examinado la preferencia de los niños por la complejidad/lo desconocido como base para su medida de la curiosidad; otros se han basado en la preferencia por la novedad.
Los investigadores también han estudiado la relación entre la reacción del niño a la sorpresa y la curiosidad. Se ha sugerido que los niños están más motivados para aprender cuando se enfrentan a la incertidumbre. Se argumenta que sus reacciones al no ver satisfechas sus expectativas alimentarían su curiosidad más que la introducción de un objeto novedoso o complejo.